# Geroda (Bawaria)
Geroda – gmina targowa w Niemczech, w kraju związkowym Bawaria, w rejencji Dolna Frankonia, w regionie Main-Rhön, w powiecie Bad Kissingen, wchodzi w skład wspólnoty administracyjnej Bad Brückenau. Leży w Rhön, około 10 km na północny zachód od Bad Kissingen, nad rzeką Thulba, przy autostradzie A7 i drodze krajowej B286.

## Dzielnice
W skład gminy wchodzą dwie dzielnice: Geroda i Platz

## Polityka
Wójtem jest Manfred Emmert. Rada gminy składa się z 13 członków:
|      | Blok Obywatelski | Wolna Grupa Wyborcza Ebenhausen | Razem     |
| 2002 | 10               | 3                               | 13 miejsc |